# 努瓦亚勒苏巴祖日
努瓦亚勒苏巴祖日（法語：Noyal-sous-Bazouges，法語發音：[nwajal su bazuʒ]，意为“巴祖日下方的努瓦亚勒”）是法国伊勒-维莱讷省的一个市镇，位于该省北部，属于富热尔-维特雷区。

## 地理
努瓦亚勒苏巴祖日（48°24'48"N, 1°37'27"W）面积14.83 平方千米，位于法国布列塔尼大區伊勒-维莱讷省，该省份为法国西北部沿海省份，位于布列塔尼半岛东部，北濒大西洋，西接阿摩尔滨海省和莫尔比昂省，南至大西洋卢瓦尔省，西南端接曼恩-卢瓦尔省，东临马耶讷省，东北与芒什省接壤。
与努瓦亚勒苏巴祖日接壤的市镇（或旧市镇、城区）包括：屈冈、巴祖日拉佩鲁斯、马尔西耶拉乌勒、圣莱热德普雷。

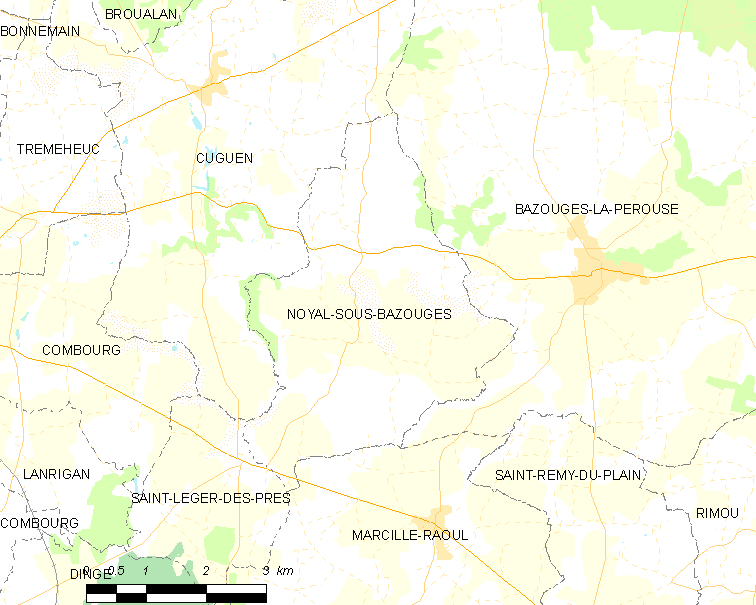
努瓦亚勒苏巴祖日的OSM定位图

努瓦亚勒苏巴祖日的时区为UTC+01:00、UTC+02:00（夏令时）。

## 行政
努瓦亚勒苏巴祖日的邮政编码为35560，INSEE市镇编码为35205。

## 政治
努瓦亚勒苏巴祖日所属的省级选区为瓦勒库埃农县。

## 人口

1962-2008年间努瓦亚勒苏巴祖日人口变化图示

努瓦亚勒苏巴祖日于2022年1月1日时的人口数量为382人。